# Panzer II
Panzer II je bio njemački tenk koji se nalazio u ratnoj uporabi do siječnja 1943. godine. Za razliku od Panzera I koji je trebao biti tek školski tenk ali se svejedno našao u borbi, Panzer II je od početka razvijan kao laki izvidnički tenk.

## Razvoj
Ured za nabavu (Waffenamt) donio je odluku o početku projektiranja lakog izvidničkog vozila na gusjenicama u srpnju 1934. - Landwirtschaftlicher Schlepper 100 (LaS 100). Novo je vozilo označavano i kao 2 cm MG Panzerwagen i kao VK 622 (Versuchkraftfahrzeug 622). S obzirom na to Panzerkampfwagen I prvobio bio namijenjen isključivo za obuku posada, Panzerkampfwagen II je trebao biti prvi laki izvidnički tenk njemačke kopnene vojske. Za naoružanje je odabran automatski top kalibra 20 mm koji je mogao ispaljivati i potkalibarne probojne granate. Kako je naglasak bio na pokretljivosti, masa novog tenka nije smjela biti veća od 10 tona.

Do početka 1935. više je tvrtki dostavilo svoje prijedloge. Tako su Krup AG, i Daimler-Benz AG dostavili idejna rješenja kompletnog tenka, dok su MAN i Henschel und Sohn AG dostavili prijedloge samo za osnovno vozilo bez kupole. Iako se nadao da će dobiti prednost te je prvi predstavio svoj prijedlog, Krupp je i prvi otpao. Zbog toga su njegovi stručnjaci odlučili da će žurno razraditi novi prijedlog, ali tako da će kombinirati podvozje MAN-a i tijelo Daimler-Benza. U rujnu 1935. započelo je testiranje prvog prototipa napravljenog od običnog čelika.

Ukupno je napravljeno 10 prototipova LaS 100, kojima je oznaka naknadno promijenjena u Ausf a1. Od kraja 1935. do svibnja 1936. MAN je proizveo 10 tenkova Ausf a1. Potom je oznaka konačno promijenjena u Panzerkampfwagen II (Sd.Kfz.121).
Iako je Panzerkampfwagen II bio veći od Panzerkampfwagen I, ipak je bio laki tenk kojemu glavna zadaća nije trebala biti borba već izviđanje. Međutim, zbog nenadanog kašnjenja u razvoju i početku serijske proizvodnje srednjih borbenih tenkova Panzerkampfwagen III i Panzerkampfwagen IV, Panzerkampfwagen II je kao privremeno rješenje dodijeljen borbenim postrojbama oklopnih snaga. Iako je imao znatno bolje naoružanje u odnosu na Panzerkampfwagena I, ni Panzerkampfwagena II nije se pokazao ništa učinkovitiji u borbenim djelovanjima, što ne čudi s obzirom na to da nije ni bio namijenjen za borbeno djelovanje. Zbog problema s proizvodnjom Panzerkampfwagen III i Panzerkampfwagen IV, Panzerkampfwageni I i II su bili glavni borbeni tenkovi njemačkih oklopnih snaga sve do sredine 1941. godine.

U odnosu na francuske tenkove, posebno u odnosu na Char B1, oba su tenka bili inferiorni. Tek je bolja obučenost posada i superiornija taktika uporabe omogućila njemačkim postrojbama da razbiju francuske i britanske snage te okupiraju Francusku. Nakon iskustava u Francuskoj, žurno su razvijene inačice Ausf D i E koje su dobile pojačani oklop i bolje ciljničke sprave. Nakon dolaska većeg broja Panzerkampfwagena III i IV u borbene postrojbe, Panzerkampfwagen II je vraćen na svoje osnovne zadaće izviđanja, koje je obavljao sve do kraja 2. svjetskog rata.

## Inačice

### Ausf a1, a2 i a3
Panzerkampfwagen II Ausf a1, a2 i a3 oznake su za tri rane testne inačice. Prvi je prototip dovršen u listopadu 1935., što se sretno poklopilo s odlukom Adolfa Hitlera da započne s naglim jačanjem oklopnih snaga. Zbog toga je određeno da se napravi čak 25 primjeraka svake podinačice. Tako je od svibnja 1936. do veljače 1937. isporučeno 75 Panzerkampfwagena II Ausf a. U osnovi oni su bili identični prvom prototipu LaS 100 s motorom u stražnjem dijelu i pogonskim kotačem u prednjem. To tehnički ne baš najbolje rješenje, bilo je uobičajeno za sve njemačke tenkove tijekom 2. svjetskog rata.

Podvozje je činilo i šest malih voznih kotača i ljenivac na stražnjem dijelu. Kako se to rješenje nije pokazalo najboljim, serijski su primjerci dobili pet većih voznih kotača. S gornje strane postavljena su tri kotača nosači gusjenice. Relativno mala kupola naoružana je automatskim topom KwK30 L/55 kalibra 20 mm, te strojnicom MG 34 kalibra 7,92 mm. Zanimljivo je da je ovako mali i slabo naoružan tenk dobio tročlanu posadu: zapovjednika, vozača i punitelja.

Zbog tadašnjih slabašnih dizelskih motora Panzerkampfwagen II je dobio benzinski motor Maybach HL57TR snage 130 KS. Kako su tadašnji benzinski motori imali tendenciju lakog zapaljenja (često zbog oštećenja, a ponekad i sami od sebe), inženjeri su motor smjestili u odvojeni vatrootporni prostor. Međutim, to se rješenje pokazalo tek djelomično uspješnim jer je zbog toga posada zbog i najmanjeg kvara motora morala napuštati sigurnost oklopnog tijela. Zbog toga je podinačica Ausf a2 dobila novu vatrostalnu pregradu koju je posada mogla po potrebi ukloniti i popraviti motor bez napuštanja sigurnosti vozila. Povećani su i otvori za pristup filtrima za zrak i ulje. Podinačica Ausf a3 dobila je povećani hladnjak vode motora i pojačani ovjes.
S debljinom oklopa od 13 mm masa Panzerkampfwagena II Ausf a3 bila je tek 7,6 tona. Zbog toga ne čudi da mu je maksimalna brzina bila sasvim solidnih 40 km/h, a autonomija do 200 km. Ne postoji podatak da je ijedan Panzerkampfwagen II Ausf a1/a2/a3 ikad uporabljen u borbi.

### Ausf b
Ovo je još jedna od razvojnih inačica kojom se težilo otkloniti uočene nedostatke prije početka serijske proizvodnje. Uporabljen je nešto veći, ali zato snažniji benzinski motor Maybach HL62TR snage 140 KS. Iako je zadržana je ista debljina oklopa od samo 13 mm, masa je povećana 7,9 tona. Unatoč povećanju snage maksimalna je brzina ostala 40 km/h. Od veljače do ožujka 1937. napravljeno je 25 primjeraka inačice Ausf B. Zbog kroničnog nedostatka tenkova tijekom 1939. i 1940. godine nešto je Panzerkampfwagena II Ausf b rabljeno u borbama.

### Ausf c
Kako se ni inačica Ausf b nije pokazala dovoljno dobrom za serijsku proizvodnju, razvijena je inačica Ausf c. Najveća promjena bila je zamjena šest manjih s pet velikih voznih kotača s neovisnim ovjesom temeljenim na spiralnim oprugama. Povećan je i broj kotača nosača gusjenice s tri na četiri. Zbog novog ovjesa visina vozila se povećala za tri centimetra. Iako je od početka bilo jasno da je debljina oklopa od samo 13 mm premala, nije povećavana kako se ne bi povećala masa. Od ožujka do srpnja 1937. napravljeno je najmanje 25 Panzerkampfwagena II Ausf c. Na kraju će inačica Ausf c postati osnova za prvu serijsku inačicu Panzerkampfwagena II Ausf A.

### Ausf A/B/C
Serijska proizvodnja Panzerkampfwagena II Ausf A započela je u srpnju 1937. U odnosu na predserijsku podinačicu Ausf c, Panzerkampfwagena II Ausf A je dobio deblji oklop promjera 14,5 mm, zbog čega je masa povećana na 8,9 tona. Ovjes i pogon preuzeti su s Ausf c. Unatoč povećanju debljine oklopa prva borbena iskustva iz Poljske pokazala su da to nije dovoljno. Zbog toga su na prednji i bočne dijelove tijela i kupolu naknadno postavljene čelične ploče debljine 20 mm.

Serijska proizvodnja Panzerkampfwagena II Ausf B započela je prosincu 1937. Jedina razlika u odnosu na Ausf A bila je ugradnja dodatne kupolice na krov kupole kako bi se zapovjedniku tenka poveća preglednost bojišta bez potrebe napuštanja vozila.
Panzerkampfwagen II Ausf C donio je neznatne izmjene u unutrašnjosti vozila, a njegova je serijska proizvodnja pokrenuta u lipnju 1938. i trajala je sve do proljeća 1940., za kad je bio planiran početak serijske proizvodnje znatno poboljšane inačice Ausf F. Međutim, ona je započela tek u ožujku 1941. Danas je teško reći koliko je točno proizvedeno tenkova Panzerkampfwagen II Ausf A/B/C. Najčešći podatak je nešto viši od 1100 primjeraka. U svakom slučaju u trenutku njemačkog napada na Poljsku Panzerkampfwagen II su činili oko 40% njemačkih tenkova. Tijekom borbenih djelovanja u Poljskoj oštećeno je čak 250 Panzerkampfwagena II, od čega je 89 otpisano. Zanimljivo je da se kao najučinkovitije poljsko oružje pokazala protutenkovska puška koja je s manjih udaljenosti probijala Panzerkampfwagenov oklop.

Ništa bolja situacija nije bila ni u svibnju 1940., kad su Panzerkampfwagena II Ausf A/B/C činili čak 35% njemačkih tenkova. Doduše, dotad je u postrojbe pristigao veći broj Panzerkampfwagena III i IV, ali su Panzerkampfwageni I i II i dalje činili veliku većinu tenkova. Tako su 10. svibnja 1940. njemačke oklopne snage imale u operativnoj uporabi oko 950 Panzerkampfwagena II Ausf A/B/C.

Do lipnja u borbama je uništeno 214 Panzerkampfwagena II Ausf A/B/C. U prvih deset dana borbenih djelovanja uništeno je samo 45. Međutim, od 21. do 31. svibnja uništeno je čak 150 Panzerkampfwagena II. Nakon ovih poraznih iskustava ne čudi da su do početka njemačkog napada na Sovjetski Savez svi Panzerkampfwageni II Ausf A/B/C povučeni iz borbenih postrojbi, te su prebačeni na zadaće izviđanja. Do 1943. uglavnom su svi povučeni iz operativne uporabe te su zamijenjeni naprednijim inačicama ili novim izvidničkim tenkovima.

### Ausf F
Panzerkampfwagen II Ausf F je zadnja standardna inačica ovog tenka koja je ušla u masovnu serijsku proizvodnju. Iako je prvotno bilo planirano da serijska proizvodnja započne još u proljeće ili ljeto 1940., razvoj se odužio te je ona pokrenuta tek u ožujku 1941. Do tada je najveći broj Panzerkampfwagena II već povučen iz operativne uporabe.

Najveće izmjene izvedene su na oklopu, tj. debljina je povećana na 30 mm s prednje strane tijela i kupole. Bočne i stražnja strana tijela i kupole dobila je oklop debljine 15 mm. Zbog toga je masa povećana na 9,5 tona. Zanimljivo je da u dostupnim podacima stoji da je zadržan isti motor snage 140 KS, te da je maksimalna brzina, usprkos povećanju mase, ostala 40 km/h.
Do lipnja 1942. njemačka je kopnena vojska dobila dovoljno novih, boljih tenkova tako da više nije htjela zastarjele Panzerkampfwagene II. Zbog toga je odlučeno da se umjesto kupole s topom od 20 mm i strojnicom od 7,9 mm, ugradi top Pak40 kalibra 75 mm. Tako je nastao samovozni protutenkovski top Marder II, poznat i pod oznakom Pak40/2 auf Fahrgestell Panzerkampfwagen II (SF). Usprkos tomu do prosinca 1942. dovršeno je čak 524 Panzerkampfwagena II Ausf F, te još 576 Mardera II. Prema službenim podacima zadnji je Panzerkampfwagen II Ausf F povučen iz operativne uporabe do kraja 1943. iako postoje fotografije iz kasnijih vremena gdje se ovi tenkovi vide kako sudjeluju u borbama.

### Ausf L (Luchs)
Nakon inačice Ausf F, razvijene su dvije eksperimentalne inačice. Prva je bila VK901, koja je označena i kao Ausf G, a druga VK903 (Ausf H). VK901 je trebao ostvariti znatno povećanje pokretljivosti, dok je kod VK903 testirano povećanje oklopa. Na tim je iskustvima nastalo probno vozilo VK1601 (Ausf J) koje je s prednje stane tijela dobilo oklop od čak 80 mm, a s bokova od 50 mm. Povećanje debljine oklopa rezultiralo je povećanjem mase na 18 tona i smanjenjem maksimalne brzine na 31 km/h. Iako je njemačka vojska prihvatila Ausf J, proizvedeno je samo 22 primjerka.

Te je nedostatke trebao ukloniti Panzerkampfwagen II Ausf L. Kako bi se smanjila masa, zadržan je prednji oklop debljine 80 mm, ali je zato bočni smanjen na 25 mm. Tako je masa smanjena na 11,8 tona. Ugrađen je i novi motor Maybach HL66P snage 180 KS, ali i novi mjenjač sa šest brzina, pa je maksimalna brzina povećana na čak 60 km/h. Od rujna 1943. do siječnja 1944. napravljeno je 100 Luchsa.

### Ausf D i Ausf E
Iako su rabili istu oznaku (Panzerkampfwagen II) Ausf D i Ausf E su zapravo različiti tenkovi koje je tijekom 1938. napravila tvrtka Daimler-Benz. Jedino što je preuzeto sa standardnog Panzerkampfwagena II bila je kupola.

Inženjeri Daimler-Benza su znali da im je jedina prilika da se izbore za ugovore za proizvodnju napraviti znatno bolji tenk. Zbog toga su krenuli od podvozja koji su namjeravali do krajnosti pojednostaviti. Umjesto kombinacije pet voznih kotača i četiri kotača nosači gusjenice, uporabljeno je četiri velika kotača koji su ujedno služili i kao vodilice za gusjenice. Tijelo tenka s prednje strane dobilo je oklop debljine 30 mm, dok je ostatak tenka (i kupola) napravljen od čeličnih ploča debljine 14,5 mm. Zbog toga je masa tenka bila 10 tona.

Iako je zadržan motor Maybach HL62TR snage 140 KS, te je povećana masa, bolji je ovjes omogućio povećanje maksimalne brzine na 55 km/h. S druge strane znatno se pogoršala pokretljivost izvan cesta, zbog čega je njemačka vojska odustala od ovog tenka. Zapravo je njemačka vojska prvobitno naručila čak 250 komada, ali je Daimler-Benz od svibnja 1938. do kolovoza 1939. isporučio samo 43 primjerka. Unatoč malobrojnosti svi su tenkovi Panzerkampfwagen II Ausf D i Ausf E intenzivno rabljeni u borbama sve do ožujka 1940. "Preživjeli" su naknadno pretvoreni u samovozne bacače plamena, a potom i u samovozne topove.

### Panzerkampfwagen II mit Schwimmkorper
Panzerkampfwagen II mit Schwimmkorper bila je amfibijska inačica tenka napravljena tako da su standardom tenku pridodani plovci s prednje i bočne strane. Razvijeni su za potrebe invazije na Veliku Britaniju, planiranu za jesen 1940. Najveći dio puta trebali su prevaliti na palubama velikih desantnih brodova, da bi samostalno preplovili samo nekoliko stotina metara od mjesta iskrcavanja do obale. Nakon što je invazija na Veliku Britaniju otkazana, sa svih su Panzerkampfwagen II mit Schwimmkorper uklonjeni plovci te su kao "obični" Panzerkampfwagen II rabljeni tijekom napada na Sovjetski Savez.

### Flammpanzer II
Nakon što je postalo jasno da će tenkovi Panzerkampfwagen II, ponajviše zbog pretankog oklopa, postati neuporabljivi u borbama, njemačka je vojska pokrenula proces njihove preinake. Tako je nastala inačica Panzerkampfwagen II Flamm Ausf A und B, popularno nazvana Flammpanzer II. Zanimljivo je da je razvoj Flammpanzera II pokrenut već 21. siječnja 1939. U početku je planirano da se za ovu namjenu uporabi inačica Panzerkampfwagen II Ausf D, ali kako ona nije proizvedena u velikim količinama, a na raspolaganju je bilo više stotina tenkova inačica Ausf A i B, naknadno je odlučeno da se obavi njihova konverzija. Konverzija je obavljena tako da je ugrađena manja kupola naoružana samo jednom strojnicom kalibra 7,92 mm, a na prednji dio vozila su postavljene dvije male kupolice u kojoj je bio po jedan bacač plamena.
Od siječnja 1940. do ožujka 1942. napravljeno je oko 165 Panzerkampfwagen II Flamm Ausf A und B, te su poslani na Istočno bojište. Kombinacija tankog oklopa i spremnika s lakozapaljivim materijalima pokazala se katastrofalnom, te su do 1942. svi povučeni iz borbene uporabe. Naknadno su prerađeni u samovozne protutenkovske topove naoružani zarobljenim sovjetskim topovima kalibra 76 mm.

### 15cm slG33 auf Fahrgestell Panzerkampfwagen II (Sf)
Vozilo 15cm slG33 auf Fahrgestell Panzerkampfwagen II (Sf) je zapravo drugi pokušaj da se poljska haubica sIG 33, kalibra 150 mm, smjesti na tenkovsko podvozje. Prvi je prototip dovršen u veljači 1941. Već su prva testiranja pokazala da je Panzerkampfwagen II premali da izdrži masu i trzajne sile tako velike haubice. Zbog toga je odlučeno da se projektira novo tijelo koje će dobiti sve komponente Panzerkampfwagena II, ali će biti 32 cm šire i 60 cm duže. Zbog toga je dodan šesti vozni kotač. Iako je njemačka vojska očekivala da će proizvodnja samovoznih haubica 15cm slG33 auf Fahrgestell Panzerkampfwagen II (Sf) započeti već u srpnju 1941., razvoj se odužio te je dvanaest primjeraka isporučeno tek potkraj iste godine. Svih dvanaest odmah je poslano na Bliski istok, te su 1942. sudjelovali u napadu na Gazu. Dio ih je sudjelovao u borbama u Sjevernoj Africi sve do početka 1943. Unatoč činjenici da su nosile ograničeni borbeni komplet od samo 30 granata, samovozne haubice 15cm slG33 auf Fahrgestell Panzerkampfwagen II (Sf) pokazale su se učinkovitima u borbama.

### Panzer Selbstfahrlafette I für 7.62cm PaK36(t) auf Fahrgestell Panzerkampfwagen II Ausf D
Već su prijašnja iskustva sa sovjetskog bojišta pokazala potrebu za razvojem samovoznih topničkih oružja, prije naoružanih protuoklopnim topovima. Kako su već u prvim mjesecima djelovanja njemačke snage zarobile velike količine sovjetskog oružja, odlučeno je da se napravi kombinacija podvozja Panzerkampfwagena II Ausf D i sovjetskog protutenkovskog topa kalibra 76,2 mm. Konverzija je napravljena uklanjanjem kupole i postavljanjem topa koji je dobio zaštitu od čeličnih ploča debljine 14,5 mm. Ploče su postavljene samo s prednje i bočne strane topa, dok je stražnji dio i gornji ostao otkriven. Radi veće preciznosti top se mogao pokretati do 50 stupnjeva po pravcu, ali je pokretanje bilo ručno, a to znači prilično sporo. Kako je sovjetski top kalibra 76,2 mm bio daleko učinkovitiji od svega što su u tom trenutku imali Nijemci, između travnja 1942. i lipnja 1943. napravljeno je čak 201 konverzija. Kako je ukupno napravljeno samo 43 tenka Panzerkampfwagena II Ausf D i Ausf E, očigledno je da su za konverziju rabljene i druge inačice tenka Panzerkampfwagen II. U borbenoj uporabi ovaj je samovozni protutenkovski top ostao do početka 1944., kad su ga novi sovjetski tenkovi učinili nedjelotvornim, a njemačke su postrojbe počele dobivati učinkovitije topove.

### Marder II
Ovo je još jedan pokušaj da se njemačkim postrojbama na brzinu osigura učinkovito samovozno protutenkovsko oružje. Marder II je nastao spajanjem Panzerkampfwagena II Ausf F i topa 7.5cm PaK40/2. Top se mogao pokretati za 32 stupnja desno i 25 stupnjeva lijevo. U proizvodnju je ušao u lipnju 1942. i do lipnja 1943. napravljeno je čak 576 primjeraka. Još je 75 primjeraka dobiveno konverzijom. Marder II se pokazao učinkovitim oružjem te je u borbenoj uporabi ostao do kraja rata.

### Wespe
Wespe je bio zadnji pokušaj da se na osnovi tenka Panzerkampfwagen II napravi samovozna haubica. Za naoružanje je odabrana poljska haubica Leichte Feldhaubitze 18M (leFH18M) kalibra 105 mm i maksimalnog dometa do 10 km. Posadu je činilo četiri do pet vojnika, a cijela se zamisao pokazala vrlo uspješnom. Zbog toga je do ljeta 1944. napravljeno čak 676 Wespi, te još 159 vozila za prijevoz streljiva. U borbenoj su uporabi ostale do kraja rata.

### Zajednički poslužitelj
|  | Zajednički poslužitelj ima stranicu o temi Panzer II    |
|  | Zajednički poslužitelj ima još gradiva o temi Panzer II |